# 姆特-阿什库尔
姆特-阿什库尔（英語：Mut-Ashkur）（？—前1720年），古亚述时期的亚述国王（公元前1730年—公元前1720年在位）伊什梅-达甘一世之子和继承人，他与胡里特人进行政治婚姻。
| 前任： 伊什梅-达甘一世 | 亚述国王 前1730年—前1720年 | 繼任： 里姆什 |